# بالتاسار ریگو
بالتاسار ریگو (انگلیسی: Baltasar Rigo؛ زادهٔ ۲۶ ژوئن ۱۹۸۵) بازیکن فوتبال اهل اسپانیا است.
از باشگاه‌هایی که در آن بازی کرده‌است می‌توان به باشگاه فوتبال نومانسیا، باشگاه فوتبال اوئسکا، باشگاه فوتبال ژیرونا، باشگاه فوتبال آلمریا، و باشگاه ورزشی تنریف اشاره کرد.